# Zach Braff
Zachary "Zach" Israel Braff (South Orange, 6 de Abril de 1975) é um actor, realizador, roteirista e produtor norte-americano, conhecido pelo seu papel como Dr John "J.D." Dorian, da sitcom Scrubs.
Formado em cinema pela Northwestern University, Zach escreveu, dirigiu e estrelou o filme Garden State (2004).

## Carreira
Zach tem interpretado o protagonista de Scrubs desde o início do show, em 2001. Ele conseguiu o papel de John "J.D." Dorian na sitcom Scrubs em 2001, e por este papel foi indicado a três Globos de Ouro e a um Emmy.
Braff escreveu, dirigiu e estrelou o filme Garden State, que foi produzido por Danny DeVito. Usou como locação seu estado-natal, New Jersey, filmando em cidades como South Orange, Maplewood e Tenafly. Em Fevereiro de 2005, ganhou um Grammy de "Melhor Compilação de Trilha Sonora para um Longa-Metragem", pela trilha de Garden State.
Braff foi responsável pela direção do videoclipe Chariot, de Gavin DeGraw. Também atuou como dublador do personagem Chicken Little, no filme homônimo da Disney. Reprisou o papel no recém-lançado jogo Kingdom Hearts II.
Aos 10 anos foi diagnosticado com Transtorno obsessivo-compulsivo .

## Filmografia
| Ano       | Título                        | Papel                 | Notas                             |
| 1993      | Manhattan Murder Mystery      | Nick Lipton           |                                   |
| 1999      | Getting To Know You           | Wesley                |                                   |
| 2000      | Endsville                     | Dean                  |                                   |
| 2000      | O Clube dos Corações Partidos | Benji                 |                                   |
| 2000      | Blue Moon                     | Fred                  |                                   |
| 2000      | O Clube dos Corações Partidos | Benji                 |                                   |
| 2001-2009 | Scrubs (TV)                   | Jonathan Dorian (J.D) |                                   |
| 2002      | O Natal dos Muppets           | Jonathan Dorian (J.D) |                                   |
| 2004      | Hora de Voltar                | Andrew Largeman       | Diretor/Escritor/Produtor musical |
| 2005      | Chicken Little                | Chicken Little        | Dublador                          |
| 2006      | The Last Kiss                 | Michael               |                                   |
| 2007      | The Ex                        | Tom Reilly            |                                   |
| 2010      | The High Cost of Living       | Henry                 |                                   |
| 2012      | The Color of Time             | Albert                |                                   |
| 2013      | Oz: Mágico e Poderoso         | Frank                 |                                   |
| 2014      | Wish I Was Here               | Aidan Bloom           | Ator/Diretor/Escritor/Produtor    |
| 2020      | The Comeback Trail            | Walter Creason        |                                   |